# Таллинская окружная дорога
Таллинская окружная дорога (эст. Tallinna ringtee) — одна из основных автодорог Эстонии. Является частью европейского маршрута E265. Также относится в общеевропейской сети дорог TENT-T (Trans European Network–Transport).  
Дорога начинается на 10-м километре шоссе Таллин — Нарва у восточной границы города Таллина, заканчивается на 26-м километре шоссе Таллин — Палдиски у границы города Кейла. Протяжённость дороги по состоянию на 1 января 2023 года — 38,138 км. 
Поскольку Таллинская кольцевая дорога соединяет несколько основных дорог и населённых пунктов в окрестностях Таллина, по состоянию на 2020 год интенсивность движения по дороге являлась самой высокой среди основных дорог и составляла около 15 000 автомобилей в день.

## Основные этапы строительства
Началом истории Таллинской окружной дороги являются 1972–1976 годы. Её строительство стало важнейшим дорожно-строительным объектом 1970-х годов. Помимо снижения плотности дорожного движения в Таллине, в этом заключался ещё один важный аспект: строительство Таллинской кольцевой дороги положило начало планомерному созданию объездных дорог в городах Эстонии.
1 сентября 2005 года начались новые работы по проектированию и экологической экспертизе Таллинской окружной дороги и шоссе Таллин—Палдиски. Для подготовки проекта Департамент шоссейных дорог Эстонии заключил договор со шведской компанией «WSP International Sweden AB», которая в сотрудничестве со шведской компанией «WSP Sverige» и эстонским партнёром «K-Projekt AS» подготовила его к весне 2007 года. Стоимость работ составила 28 миллионов крон, 80 % денег поступило из Фонда выравнивания Европейского Союза.
В 2008–2010 годах прошёл первый этап создания новой дороги. Во всём северном регионе Департамента шоссейных дорог происходят постоянные изменения в организации дорожного движения.
В 2014 году началась реконструкция участка дороги Вяо—Юри (11,3 км), в ходе которого дорога III класса была реконструирована в соответствии с требованиями дорог I класса. 
В 2015 году на Таллинской окружной дороге продолжилось строительство перекрёстка Курна и началось строительство в районе транспортной развязки Пыргувялья.
К 2019 году участок окружной дороги Луйге—Саку, расположенный на территории волости Саку уезда Харьюмаа, построен как двухполосная дорога III класса с шириной дорожного покрытия 9 метров. На отрезке создан один разноуровневый перекрёсток — перекрёсток Мяннику.
В апреле 2019 года Департамент шоссейных дорог подписал договор с эстонской фирмой «AS YIT Infra Eesti» на строительство четырёхполосного участка Луйге—Саку. Общая стоимость контракта составила 19 миллионов евро. Строительство завершилось в 2021 году. 
К 2020 году были построены: перекрёстный туннель Венекюла, железнодорожный виадук Вяо, железнодорожный виадук Лагеди, два моста через каналы Пирита—Юлемисте, виадук Карла и виадук Пыргувялья. Был построен новый участок дороги, который соединил дорогу Таллин—Лагеди № 11290 и дорогу Лагеди—Арукюла—Пенинги № 11300. Были реконструрованы 4 железнодорожных переезда с тоннелями, построены дороги для пешеходов и велосипедистов к тоннелю Венекюла, к виадукам транспортных развязок Карла и Пыргувалья, а также для движения транспорта между Пильдикюла и Юри. На участке 9,2 километров было построено около 1000 метров шумозащитных экранов; устроена канализация и дренажные системы; установлены новые устройства регулирования дорожного движения. Бюджет проекта составил около 53,80 млн евро, из которых поддержка Фонда выравнивания ЕС составила 85% (примерно 45,73 млн евро).
В 2020 году начались работы по расширению участка дороги Канама—Валингу до шоссе 2+2.
В начале 2021 года был полностью открыт для движения виадук в Саустинымме, который является первым виадуком, построенным в сотрудничестве с «Rail Baltic» и частью нового четырёхполосного участка дороги Луйге—Саку.
В июне 2021 года началось строительство участка 2+2 Канама—Кейла, в ходе которого был построен 4,6-километровый отрезок четырёхполосного шоссе. 
К декабрю 2022 года Таллинская окружная дорога построена как шоссе 2+2 почти на всём протяжении; единственный участок, где это ещё не сделано — отрезок между Валингу и Кейла. Департамент шоссейных дорог завершил предварительный проект отрезка Валингу—Кейла, согласно которому там будет построено шоссе 2+2 с максимально допустимой скоростью 110 км/ч, однако он не  ходатайствовал о разрешении на строительство отрезка Валингу—Кейла и южного объезда Кейла, т. к. денег на эти работы государством выделено не было. Согласно проекту, нынешние одноуровневые пересечения с основным шоссе исчезнут, а  вместо перекрёстка Валингу—Йыгисоо будет создана разноуровневая транспортная развязка.

## Мосты на Таллинской окружной дороге
Мосты на Таллинской окружной дороге по состоянию на 9 ноября 2023 года согласно Регистру дорог Эстонии:
| Название                   | Расстояние от начала дороги, км | Год постройки | Преодолеваемое препятствие                           |
| -------------------------- | ------------------------------- | ------------- | ---------------------------------------------------- |
| Тоннель Ревали             | 0,213                           | 2021          | Дорога № 11915                                       |
| Виадук Венекюла            | 1,185                           | 2018          | Дорога № 3860                                        |
| Железнодорожный виадук Вяо | 2,288                           | 2018          | Железная дорога, шоссе Юлемисте — Маарду             |
| Пешеходный тоннель Юлейыэ  | 3,615                           | 2017          | Дорога № 11                                          |
| Виадук Лагеди I            | 4,349                           | 2017          | Шоссе Таллин — Лагеди, железная дорога Таллин — Тапа |
| Мост канала Раэ            | 7,818                           | 2019          | Канал Пирита — Юлемисте                              |
| Пешеходный тоннель Курна   | 14,030                          | 2015          | Дорога № 11507, пешеходно-велосипедная дорога        |
| Виадук Саустинымме 1       | 20,644                          | 2020          | Железнодорожные пути «Rail Baltic»                   |
| Эко-виадук Таммемяэ        | 21,481                          | 2020          | Местная дорога                                       |
| Виадук Саку                | 23,633                          | 1974 (2020)   | Дорога № 11340                                       |
| Мост Саку                  | 25,253                          | 2017          | Река Вяэна                                           |
| Виадук Карьявярава         | 26,700                          | 2017          | Дорога Карьявярава                                   |
| Виадук Канама              | 29,963                          | 1982 (2009)   | Шоссе Таллин — Пярну                                 |
| Туннель Сауэ JSK           | 30,841                          | 2022          | Дорога № 11                                          |
| Виадук Сауэ                | 30,951                          | 2022          | Дорога № 11116                                       |
| Эко-тоннель Сауэ           | 33,332                          | 2022          | Дорога № 11                                          |
| Тоннель Тыкке JK           | 32,332                          | 2022          | Дорога № 11                                          |
| Виадук Валлингу            | 33,307                          | 2022          | Железная дорога Таллин — Кейла                       |
| Железнодорожный виадук Вяо | 2,348                           | 2018          | Железная дорога                                      |
| Виадук Лагеди II           | 4,409                           | 2017          | Железная дорога Таллин — Тапа                        |
| Виадук Саустинымме 2       | 20,885                          | 2020          | Железнодорожные пути «Rail Baltic»                   |
| Эко-виадук Таммемяэ        | 21,696                          | 2020          | Местная дорога                                       |
| Виадук Саку II             | 23,853                          | 2020          | Дорога № 11340                                       |
| Мост Саку II               | 25,471                          | 2017          | Река Вяэна                                           |
| Виадук Карьявярава II      | 26,819                          | 2017          | Дорога Карьявярава                                   |

## Населённые пункты на Таллинской окружной дороге
Город Таллин, деревня Венекюла, деревня Юлейыэ, деревня Соодевахе, посёлок Лагеди, деревня Карла, деревня Раэ, посёлок Юри, деревня Лехмья, деревня Пилдикюла, деревня Курна, деревня Ваэла, деревня Луйге, деревня Саустинымме, деревня Мяннику, деревня Таммемяэ, посёлок Саку, деревня Тянассилма, деревня Юулику, деревня Ялгимяэ, город Сауэ, деревня Йыгисоо, деревня Айла, деревня Ванамыйза, деревня Тутермаа, город Кейла.

## Галерея

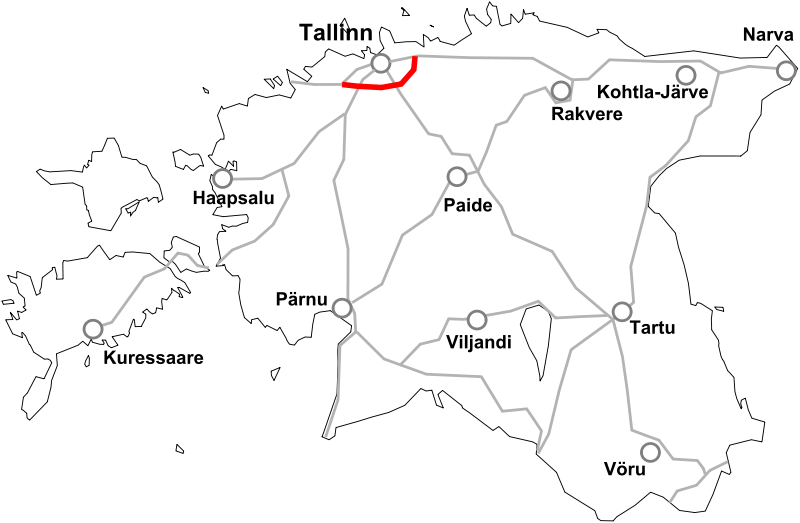
Таллинская окружная дорога на карте Эстонии
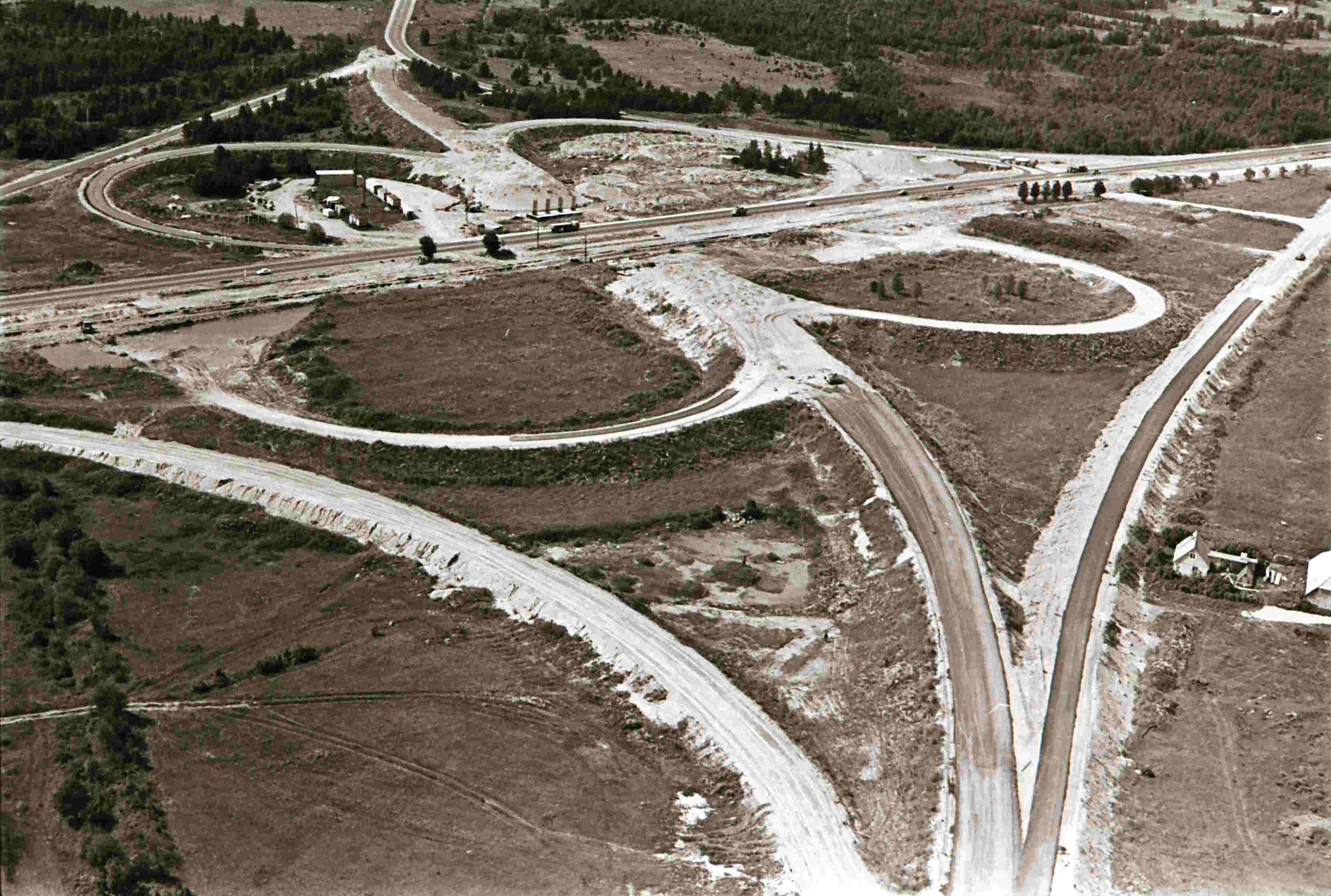
Строительство дорожной развязки Канама, 1975 год
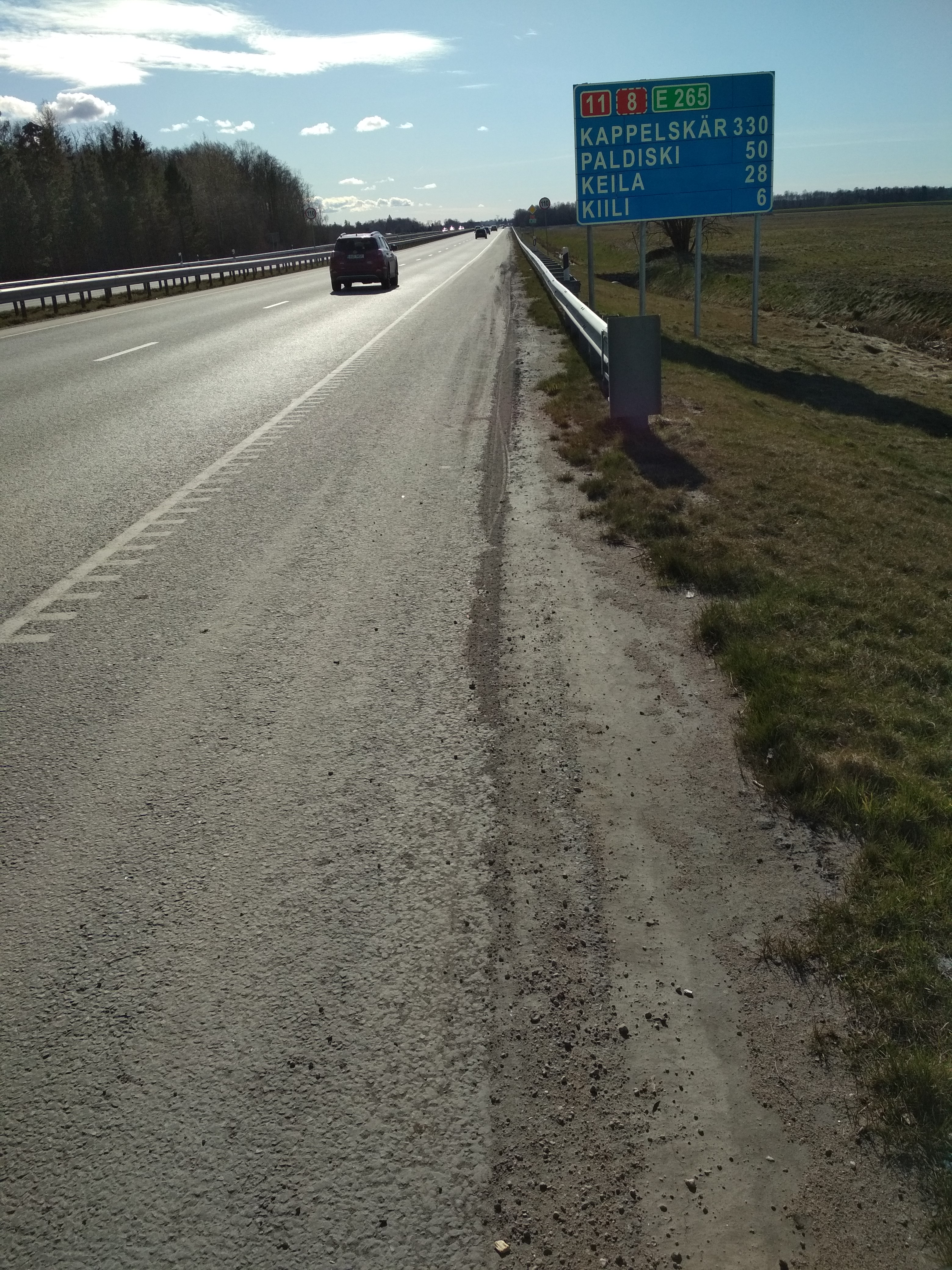
Таллинская окружная дорога возле посёлка Юри